# Горна Арнакия
Горна Арнакия  или книжовно Горно Арнауткьой (на македонска литературна норма: Горна Арнакија; на албански: Arnakija e Epërme) е село в Община Сарай, Северна Македония. Селото е разположено в западния край на Скопското поле, вляво от магистралата Скопие - Тетово на десния бряг на Суводолица.

## История
Селото се води като отделно селище от 2014 година, като дотогава е махала на Арнакия.